# Saison 3 de Queer as Folk
Chronologie
Saison 2 Saison 4
Cet article présente le guide des épisodes de la troisième saison du feuilleton télévisé Queer as Folk. Cette saison compte 14 épisodes.

## Épisodes

### Épisode 1:Victoire par chaos
- Titre original : Mad Dog Kinney
- Numéro(s) : 301
- Scénariste(s) : Ron Cowen - Daniel Lipman
- Réalisateur(s) :Jeremy Podeswa
- Diffusion(s) : 
  -  États-Unis : 2 mars 2003 sur Showtime
  -  France :  sur Jimmy.
  -  Canada :7 avril 2003
  -  Belgique :
- Résumé :

Justin abandonne Brian pendant la soirée de lancement de Rage et Michael s'en réjouit... Mais si un couple se sépare, d'autres se forment ou célèbrent leur anniversaire : Ted et Emmet surmontent leurs problèmes d'intimités grâce à une nuit de sexe sans inhibition... Ben emménage chez Michael, et Melanie et Lindsay fêtent leurs huit ans de vie commune...

### Épisode 2:Un bébé, si tu le fais
- Titre original : House Full of Children
- Numéro(s) : 302
- Scénariste(s) : Ron Cowen - Daniel Lipman - Michael MacLennan
- Réalisateur(s) : Bruce McDonald
- Diffusion(s) : 
  -  États-Unis : 9 mars 2003 sur Showtime
  -  France :  sur Jimmy.
  -  Canada :14 avril 2003
  -  Belgique :
- Résumé :

Mélanie envisage un second enfant mais Lindsay n'est pas d'accord... Brian couche avec de jeunes blonds imaginant être avec Justin... Emmet a une aventure... Et Justin pense arrêter l'école, faute de pouvoir la payer ; mais Brian insiste pour honorer leur accord financier. Pour pouvoir le rembourser, Justin accepte de retravailler avec Michael sur Rage...

### Épisode 3:Une leçon très particulière
- Titre original : Doctors of Dickology
- Numéro(s) : 303
- Scénariste(s) : Ron Cowen - Daniel Lipman -  Efrem Seeger
- Réalisateur(s) : Laurie Lynd
- Diffusion(s) : 
  -  États-Unis : 16 mars 2003 sur Showtime
  -  France : sur Jimmy.
  -  Canada :21 avril 2003
  -  Belgique :
- Résumé : Brian demande à Justin de faire un poster sexy pour le CGL pour passer plus de temps avec lui, Emmet et Ted apprennent à Debbie comment plaire à son homme, Ben apprend le décès de son ex copain mort du sida, Ethan invite Justin à passer la soirée avec ses amis mais Justin préfère plutôt la passer à la soirée organisée par le CGL et Brian.

### Épisode 4:Un papa impliqué
- Titre original : Brat-Sitting
- Numéro(s) : 304
- Scénariste(s) : Daniel Lipman - Ron Cowen -  Del Shores
- Réalisateur(s) : Kari Skogland
- Diffusion(s) : 
  -  États-Unis : 30 mars 2003 sur Showtime
  -  France : sur Jimmy.
  -  Canada :28 avril 2003
  -  Belgique :
- Résumé : Claire demande à Brian de garder son fils, ce dernier par la suite l'accuse d'avoir abusé de lui, Mélanie et Lindsay cherchent un donneur de sperme qui d'ailleurs le trouvent en la personne de Michael, Ben prend des stéroïdes pour se maintenir en forme, et Justin aide Brian dans l'affaire de détournement de mineur ce qui les rapproche encore plus.

### Épisode 5:Famille, je vous aime
- Titre original :  There's Nothing Noble about Being Poor
- Numéro(s) : 305
- Scénariste(s) : Daniel Lipman - Ron Cowen - Shawn Postoff
- Réalisateur(s) :Kelly Makin
- Diffusion(s) : 
  -  États-Unis : 6 avril 2003 sur Showtime
  -  France : sur Jimmy
  -  Canada :5 mai 2003
  -  Belgique :
- Résumé : Brian gagne le compte de la course au maire de Stockwell, chef de la police, beaucoup pour la consternation de ses amis. Ethan offre une représentation après le concours Heifetz. Melanie et Lindsay essaient pour un deuxième enfant grâce au don de Michael.

### Épisode 6:La Maison du bonheur
- Titre original :  One Ring to Rule Them All
- Numéro(s) : 306
- Scénariste(s) : Ron Cowen - Daniel Lipman - Brad Fraser
- Réalisateur(s) : Bruce McDonald
- Diffusion(s) : 
  -  États-Unis : 13 avril 2003 sur Showtime
  -  France : sur Jimmy
  -  Canada :12 mai 2003
  -  Belgique :
- Résumé :

Avec l'aide de Brian, Stockwell prend la tête des sondages. Ted se prépare à Jerk-at-work.net pour les raids de police surprise. Michael confronte Ben à propos de son utilisation de stéroïdes. Ethan donne à Justin une performance surprise.

### Épisode 7:Vie à deux
- Titre original :  Stop Hurting Us
- Numéro(s) : 307
- Scénariste(s) : Ron Cowen - Daniel Lipman - Michael MacLennan
- Réalisateur(s) : Kevin Inch
- Diffusion(s) : 
  -  États-Unis : 20 avril 2003 sur Showtime
  -  France : sur Jimmy
  -  Canada :19 mai 2003
  -  Belgique :
- Résumé : Ted est en liberté sous caution et supplie Brian de parler à Stockwell en son nom. Justin confronte Ethan. Mélanie est enceinte, pour le plus grand plaisir de tous. Ben promet d'arrêter d'utiliser des stéroïdes.

### Épisode 8:Que la vie commence
- Titre original :  Hunt(er) For Love
- Numéro(s) : 308
- Scénariste(s) : Ron Cowen - Daniel Lipman - Efrem Seeger
- Réalisateur(s) : Bruce McDonald
- Diffusion(s) : 
  -  États-Unis : 27 avril 2003 sur Showtime
  -  France : sur Jimmy.
  -  Canada :26 mai 2003
  -  Belgique :
- Résumé :

Michael et Ben aident un jeune hustler. Justin commence un stage à Vanguard et une quête pour récupérer Brian. Lindsay fleurit dans son nouveau travail à la galerie. Ted réagit à un renversement soudain de rôle avec Emmett.

### Épisode 9:Nuits chaudes et politique
- Titre original :  Big Fucking Mouth
- Numéro(s) : 309
- Scénariste(s) : Ron Cowen - Daniel Lipman - Del Shores
- Réalisateur(s) :Kelly Makin
- Diffusion(s) : 
  -  États-Unis : 11 mai 2003 sur Showtime
  -  France : sur Jimmy.
  -  Canada :2 juin 2003
  -  Belgique :
- Résumé :

Woody's est fermé après un concours de strip amateur. Stockwell découvre que Brian est gay. Ted est humilié quand il prend le bar à l'une des soirées d'Emmett. Melanie promet Lindsay qu'elle travaillera moins pendant sa grossesse, juste avant d'atterrir le cas d'une vie.

### Épisode 10:Grand Nettoyage
- Titre original :  Uncle Ben
- Numéro(s) : 310
- Scénariste(s) : Ron Cowen - Daniel Lipman - Shawn Postoff
- Réalisateur(s) :  Kevin Inch
- Diffusion(s) : 
  -  États-Unis : 18 mai 2003 sur Showtime
  -  France : sur Jimmy.
  -  Canada :9 juin 2003
  -  Belgique :
- Résumé :

Brian et Justin affrontent Stockwell : il est bon pour les affaires de Brian, mais mauvais pour la communauté. Ted prend un détour dangereux sur son chemin à une escapade de week-end. Mélanie trouve la routine de "papa dott" de Michael ennuyeuse. Hunter, l'hustler de rue, appelle en faveur de Ben.

### Épisode 11:La Vie en rose
- Titre original :  Poster May Lead to the Truth
- Numéro(s) : 311
- Scénariste(s) :  Ron Cowen - Daniel Lipman - Brad Fraser
- Réalisateur(s) :Chris Grismer
- Diffusion(s) : 
  -  États-Unis : 25 mai 2003 sur Showtime
  -  France : sur Jimmy.
  -  Canada :16 juin 2003
  -  Belgique :
- Résumé :

Brian est viré quand il est pris en train de miner la campagne de Stockwell. Ben et Michael disent à Hunter qu'il est positif. Ted est tenté d'aller à sa première soirée blanche avec ses nouveaux « amis ».

### Épisode 12:Enquête d'amour
- Titre original :  Drugs, Sex and Lies
- Numéro(s) : 312
- Scénariste(s) :  Ron Cowen - Daniel Lipman - Michael MacLennan
- Réalisateur(s) : David Wellington
- Diffusion(s) : 
  -  États-Unis : 8 juin 2003 sur Showtime
  -  France : sur Jimmy.
  -  Canada :23 juin 2003
  -  Belgique :
- Résumé :

Hunter révèle qu'il était avec Dumpster Boy avant qu'il ne soit tué. Brian enquête selon l'astuce de Hunter. Emmett est furieux quand Mélanie et Lindsay insistent pour que Ted soit un toxicomane. Ted demande à Emmett de partager son expérience

### Épisode 13:La fête est finie
- Titre original :  Tweaked-Out, Fucked-Out Crystal Queen
- Numéro(s) : 313
- Scénariste(s) : Ron Cowen - Daniel Lipman - Efrem Seeger
- Réalisateur(s) : Alex Chapple
- Diffusion(s) : 
  -  États-Unis : 15 juin 2003 sur Showtime
  -  France : sur Jimmy.
  -  Canada :30 juin 2003
  -  Belgique :
- Résumé :

Hunter recueille des preuves attaquant le meurtrier de Dumpster Boy à Stockwell. Justin risque l'expulsion quand il refuse de s'excuser pour ses affiches anti-Stockwell. Emmett confronte Ted à propos de son usage de drogue.

### Épisode 14:Tant qu'il y aura de l'espoir
- Titre original :  The Election
- Numéro(s) : 314
- Scénariste(s) :  Ron Cowen - Daniel Lipman
- Réalisateur(s) : Kelly Makin
- Diffusion(s) : 
  -  États-Unis : 22 juin 2003 sur Showtime
  -  France : sur Jimmy.
  -  Canada :7 juillet 2003
  -  Belgique :
- Résumé :

Brian risque tout pour abattre Stockwell à la veille de l'élection. Ted a finalement touché le fond. La mère de Hunter arrive pour l'emmener loin de Ben et Michael. Lindsay apprend les superstitions de Mélanie sur son premier trimestre.